# Clásicos por M+
Clásicos por M+ es un canal de televisión por suscripción español, propiedad de Telefónica. Su programación está basada en el cine clásico.

## Historia
El 27 de julio de 2021, Telefónica anunció a través de la cuenta oficial de Twitter de Movistar+ una reestructuración en los canales propios de cine y series. Esta reestructuración incluía el lanzamiento del canal Movistar Clásicos el 1 de septiembre de 2021.
El 19 de enero de 2022, Movistar+ cambió de nombre a Movistar Plus+, cambio que contrajo una nueva denominación en sus canales propios y una nueva identidad visual. El canal pasó a denominarse Clásicos por Movistar Plus+.

## Logotipos

2021 - 2022
2022 - 2023
2023 - presente